# Guillermo Moncecchi
Guillermo José Moncecchi Giordano (Paysandú, 13 de julio de 1972) es un ingeniero en Informática, autor, docente, funcionario y político uruguayo. Fue Ministro de Industria, Energía y Minería de la República Oriental del Uruguay desde el 31 de enero de 2019. hasta el 29 de febrero de 2020  Previamente, ocupó el cargo de Subsecretario de Estado en el mismo ministerio. Sus títulos profesionales son Ingeniero en Computación, Magíster en computación y Doctor en Computación de la UdelaR y de la Universidad de París X Nanterre.

## Biografía
Comienza sus estudios universitarios en 1991 en la Facultad de Ingeniería de la Universidad de la República y consigue el título de Ingeniero en Informática en 1997. A partir del año siguiente, continúa sus estudios y obtiene en 2004 máster en Informática del PEDECIBA. Realiza sus estudios de posgrado en el año 2007, hasta alcanzar los títulos de Doctor en Informática de la Universidad París X en 2012 y del PEDECIBA en 2013.

### Ámbito profesional

#### Docencia
Comienza su carrera docente con el grado 2 en la Universidad de la República en septiembre del año 2000 hasta octubre de 2009, en el que asciende a grado 3 y continúa como docente hasta 2015. A partir de febrero de 2015 se desempeña como profesor adjunto, cargo que mantiene hasta la fecha.
Desde el año 2010 y hasta la actualidad, dicta el curso «Introducción al Procesamiento de Lenguaje Natural» en la Facultad de Ingeniería de la misma universidad. También participa en los siguientes cursos de grado y posgrado.
- 2013 - Introducción al procesamiento de lenguaje natural.
- 2013 y 2014 - Teoría de lenguajes.
- 2018 y 2019 - Aprendizaje automático.[6]

Se desempeña como tutor en múltiples proyectos de grado y como integrante de comisiones evaluadoras de trabajos académicos, de jurado de tesis y de evaluación de convocatorias concursables.

#### Investigación
Además de la docencia, en el PEDECIBA es Investigador Activo grado 3 y forma parte del grupo de investigadores que llevan adelante trabajos sobre procesamiento de lenguaje natural y a la lingüística computacional. Integra desde 2006 del Grupo de Procesamiento de Lenguaje Natural (PLN) del Instituto de Computación (INCO) de la Facultad de Ingeniería de la UdelaR, que tiene las siguientes líneas de investigación:
- Análisis de textos: temporalidad, citación, factividad.
- Extracción de información (inglés y español).
- Minería de textos (Text Mining).
- Procesamiento simbólico y estadístico del lenguaje natural.

Como parte de este grupo ha participado de los siguientes proyectos:
- 2009 a 2010 - TEMANTEX, análisis temporal de textos.
- 2012 a 2014 - Modelado de opiniones y de su anclaje calendario y realización de sistemas cronológicos con polaridad. Proyecto en colaboración con Université Paris X Nanterre.
- 2014 a 2015 - RIch Text Analysis through Enhanced Tools based on Lexical Resources (Análisis de texto enriquecido a través de herramientas mejoradas basadas en recursos léxicos).[9]

En los años 2006, 2007 y 2008 participa del equipo de trabajo del proyecto «Ecos-Sud U05H01 Modèle de discours et outils informatiques pour lanalyse, la recherche dinformation, la visualisation et la navigation textuelle» («Ecos-Sud U05H01 Modelo de discurso y herramientas informáticas para análisis, recuperación de información, visualización y navegación textual.»).
En esos mismos años, también forma parte del equipo de trabajo del proyecto «SIBILA: Sistema automático de respuestas basado en un modelo del discurso», llevado adelante con apoyo económico extranjero.
Forma parte también del grupo local del proyecto de investigación «Merging, InduCing and Reasoning with Ontologies in BIOinformatics: The MICROBIO» («Fusión, inducción y razonamiento con ontologías en bioinformática: El MICROBIO») financiado por STIC-AmSud, del que participan, además de la UdelaR, el Laboratoire Lorrain de Recherche en Informatique et ses Applications, la Universidad Nacional de Córdoba, el Instituto Pasteur de Montevideo, la Pontificia Universidade Católica do Rio Grande do Sul y la Universidad de Concepción de Chile. Este proyecto se lleva a cabo entre los años 2008 y 2009.

#### Trabajos técnicos
Realiza el reporte técnico en 2002, junto a Daniel Perovich, de la orientación a objetos en Prolog, trabajo en que se estudia una aproximación al tema de la orientación a objetos en Prolog, que es un lenguaje lógico e interpretado, con lo que se integra lo mejor de ambos mundos en la programación.
En el año 2007 crea junto a Cecilia Techera y Carlos Garat el software Lavinia, una plataforma basada en UIMA para hacer protoripos y para ensayo de aplicaciones de lenguaje natural. En 2009 publican la pericia técnica de dicho software en el «7th Brazilian Symposium in Information and Human Language Technology».
Su línea de investigación principal es el procesamiento de lenguaje natural, principalmente en la aplicación en aprendizaje automático. También trabaja en formalismo de estado finito (transductores, autómatas ponderados) y en arquitecturas y plataformas para el procesamiento de lenguaje natural y aplicaciones de bioinformática.

### Actuación laboral
Además de su carrera como docente, fue contratado por la Intendencia de Montevideo en su calidad de técnico en informática entre 1996 y 2011. A partir de 2011 y hasta febrero de 2015, se desempeñó en la misma institución como Jefe de Desarrollo, puesto desde el que lideró la renovación de la infraestructura informática central y particularmente en el área de Sistemas de Información Geográfica. Desde su cargo también participó del movimiento Montevideo Datos Abiertos, impulsando la publicación y utilización de datos de la ciudad.

## Publicaciones
En noviembre de 2013, con la coautoría de Raúl Garreta, publica el libro «Learning scikit-learn: Machine Learning in Python» que pretende ser una introducción al uso de la librería de código abierto scikit-learn en Python. Fue publicado por la editorial Packt Publishing, Birmingham, Reino Unido.
También ha escrito numerosas publicaciones para ser presentados en eventos, simposios y encuentros, entre los que se destacan dos papers premiados. El primero en «[IBERAMIA 2014|Ibero-American Conference on Artificial Intelligence (IBERAMIA 2014))», conferencia llevada a cabo entre el 25 y 27 de noviembre de 2014 en Santiago, Chile. Su artículo obtuvo el premio al mejor paper. También participa en la edición 2016 de dicha conferencia («IBERAMIA 2016») celebrada en la ciudad de San José, Costa Rica, entre el 23 y el 25 de noviembre de 2016. En esta ocasión, presenta un artículo junto a Santiago Castro, Matías Cubero y Diego Garat con el que logran el segundo lugar en la premiación.

## Ámbito político
Su carrera política en la administración pública comienza el 1 de marzo de 2015, cuando a instancias de la ministra Carolina Cosse, el Presidente de la República Dr. Tabaré Vázquez lo nombra Subsecretario en el Ministerio de Industria, Minería y Energía por la Resolución 341/015.
Ante la renuncia de Carolina Cosse para dedicarse a su candidatura a la Presidencia de la República, el presidente Tabaré Vázquez nombra a Guillermo Moncecchi como Ministro el día 30 de enero de 2019, cargo que asume el día 31 del mismo mes.

Durante el desempeño de ambos cargos, ha hecho especial hincapié en la incorporación de tecnología e innovación en la industria y en el sector productivo primario como factor fundamental para el desarrollo y de mejora de la competitividad. Para ello, entiende que se debe buscar la sinergia entre distintos sectores:
«Si bien sabemos que a la investigación no se la puede mandatar, no se puede limitar, hay que lograr que se oriente a los intereses del país, y es en eso que se va a destacar el gabinete de competitividad, un gabinete que definirá las lineas estratégicas para que la investigación se oriente hacia ese lado.»

«Todo esto se construye con materia gris propia, con una academia que está ahí cuando la necesitamos. Tenemos el desafío de la transferencia, pero el conocimiento lo tenemos, y vemos a las generaciones de recambio que vienen con una fuerza bárbara.»
También ha mostrado interés en promover la incorporación de los avances que el país ha hecho en infraestructura de telecomunicaciones y de energías renovables por parte de los sectores productivos nacionales.
Hacia septiembre de 2019, Moncecchi es anunciado como integrante del equipo de asesores en materia productiva del candidato presidencial Daniel Martínez Villamil.
En 2020, Moncecchi es nombrado Director de Departamento de Desarrollo Ambiental de la Intendencia de Montevideo en el gabinete de Carolina Cosse.